# 2005年貝里斯騷亂

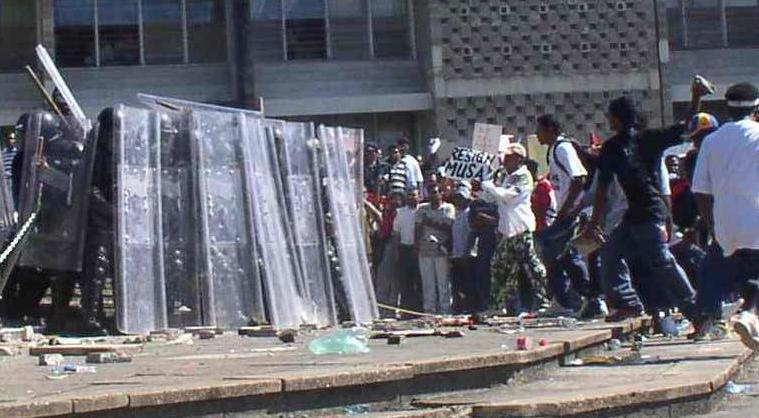
1月21日在貝爾莫潘，示威者和防暴警察的衝突

2005年1月中，貝里斯的首都貝爾莫潘發生社會騷亂。這次騷亂由新國家預算中稅收明顯增加而引起。它亦對執政黨人民聯合黨的不滿，國庫的狀況越來越差的情形。
2005年1月13日，首相薩依德·穆沙發表2005－06年度的國家預算。此預算包括在商品和商業活動的所徵收的稅項的提昇，包括地產買賣稅增加11%，商業機構稅增加5%，煙草稅增加8%，以及蘭姆酒稅增加100%。政府聲稱這些稅收的增加和1998年上任聯合民主黨政府的增加稅項差不多。可是，多年來人們對宣稱財政管理不當和人民聯合黨貪污感到失望，這個新的預算引起了1月15日在國民大會建築的抗議，引起警民衝突。示威運動持續了一整個星期。
1月20日，商業團體和工會發起了兩日的全國性罷工行動。因為僱員不上班，貝里斯大部分的食水服務終斷。1月21日，當地傳媒報導，貝爾莫潘的衝突增大，包括焚燒政府建築、示威者阻塞道路。國家部長走向其中一棟政府建築時，受到示威者投石和水瓶，以致警察和軍隊要介入，控制示威者。攝影機裝置了在某些示威者希望聚集的建築的內部，而政府建築率先設置路障以防示威者闖入。
這只是第3次有此類騷亂影響貝里斯。較近期的在1980年代，當一個草案提議割讓部分領土予危地馬拉。

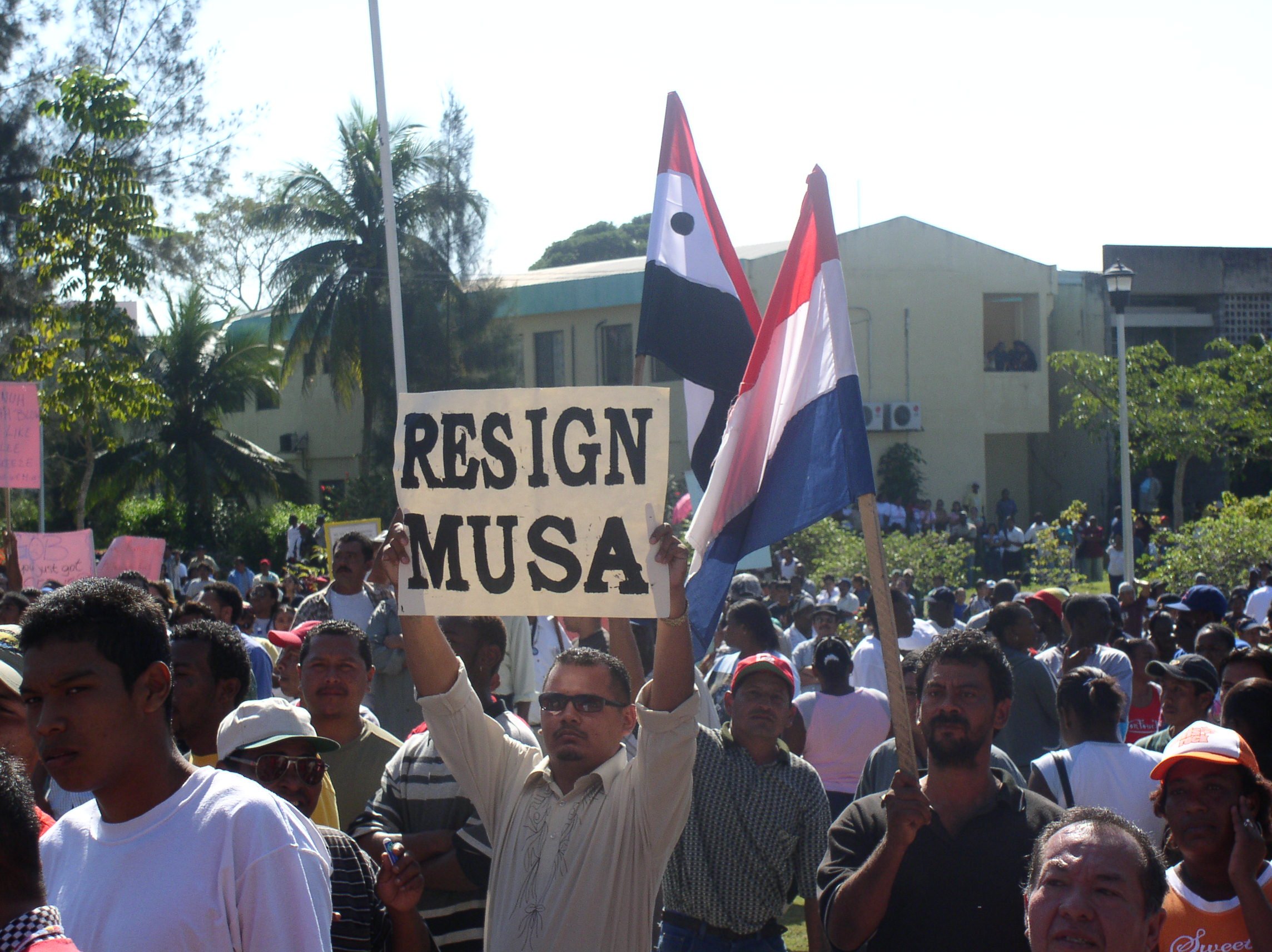
在國民大會建築外的人群，舉起要求穆沙下臺的字句。

由對立一方策劃的另一個主要的民眾示威1月21日在貝爾莫潘發生。（據報，人民聯合黨計劃了一個反擊的示威。）這是一個大型的示威，發生在國民大會建築外，在暴力中解決。示威者向警察擲石，而警察則以橡皮子彈和防暴氣體還擊。警報器和槍聲在至少一公里範圍內清晰可聽。至少有一次巨響出現，明顯不是槍聲，而其原因仍不清楚。有數個示威者被拘捕，包括「黃色人」這位聯合民主黨的堅貞不移黨員。示威的許可權在下午三時終止，但示威者取得了一小時的擴充時間。在擴充時間完結時，警員反覆要求示威者散去，但遭到強烈拒絕。巡官Jefferires向群眾宣讀《取締騷亂法》，40分鐘後，他令防暴警察疏散群眾，當中使用了催淚氣體和橡皮子彈。部分工會工人躺下，不肯離去；他們被強行拖離現場。
整日警察都十分冷靜，雖然部分警員被指使用了非必要的武力對抗命令。有報導指，完全接受過訓練的警官限制了警員，並將那些警員從警察封鎖線移走。部分人宣稱沒有人投石，直至警員揮舞的警棒擊中一名示威者的頭部。